# ۱۷۴۲ (میلادی)
۱۷۴۲ (میلادی) هزار و هفتصد و چهل و دومین سال تقویم میلادی است.

## زادگان
- ۱۴ سپتامبر – جیمز ویلسون، قاضی آمریکایی (د. ۱۷۹۸) (میلادی)
- ۱۴ مارس – آغا محمد خان ، شاه ایران (۱۷۴۲) (میلادی)